# Ari Libsker

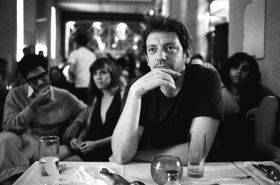
Ari Libsker (2008)

Ari Libsker (hebräisch ארי ליבסקר; * 1972 in Haifa) ist israelischer Journalist und Filmemacher.
Im Jahre 1990 begründete er mit Anderen die „free academy“, eine Gruppe israelischer Künstler und Intellektueller. Libsker wirkt als Co-Editor der seit 2004 durch die „free academy“ herausgegebenen Zeitschriften Maayan und Maarvon, Israels einziger Filmzeitschriften. In seiner Tätigkeit als Journalist arbeitet Libsker ebenfalls als Film- und Wirtschaftsreporter für das israelische Finanzmagazin Firma.
Zu seinen berühmtesten Werken als Filmemacher gehört Circumcision (2004), welches sich mit dem Einfluss der Beschneidung auf das Sexualleben auseinandersetzt. Channel 2 wollte das Werk zuerst zensieren, strahlte es später dennoch zu später Stunde im Nachtprogramm aus. 2006 erschien The Home Poem, ein Film, welcher drei Personen – eine von ihnen Libskers Großmutter – und ihre Beziehung zur Heimat beschreibt. Der Titel des Films basiert auf dem gleichnamigen Buch des israelischen Dichters Aharon Shabtai.
Im Mai 2006 präsentierte Libsker Magic 1, ein Videowerk über Kunst und die Rechte der Arbeiter, welches in der Ausstellung Doron, die eine Reverenz an Doron Sabag darstellt, der Tel Aviver Minshar Galerie zu sehen war. 2007 arbeitete Libsker an einer Dokumentation namens Pornografie und Holocaust, welche über das zur Zeit des Eichmann-Prozesses verbreitete Phänomen der so genannten Stalag-Heftchen berichtet. Die Heftchen mit dem Titel Stalags, nach denen der Film im Original benannt ist, waren pornographisch angehauchte Billig-Magazine, in welchen sado-masochistische Beziehungen zwischen (deutschen) Aufseherinnen und (alliierten) Gefangenen in deutschen Kriegsgefangenenlagern (Stammlagern, kurz Stalags) beschrieben wurden. Der Film versucht die Hintergründe dieses Phänomens zu beleuchten.